# Dans la brousse
Dans la brousse è un cortometraggio muto del 1912, scritto e diretto da Louis Feuillade.

## Produzione
Il film fu prodotto dalla Société des Etablissements L. Gaumont.

## Distribuzione
Distribuito dalla Société des Etablissements L. Gaumont, uscì nelle sale cinematografiche francesi il 29 marzo 1912.